# Mleczaj rudobrązowy

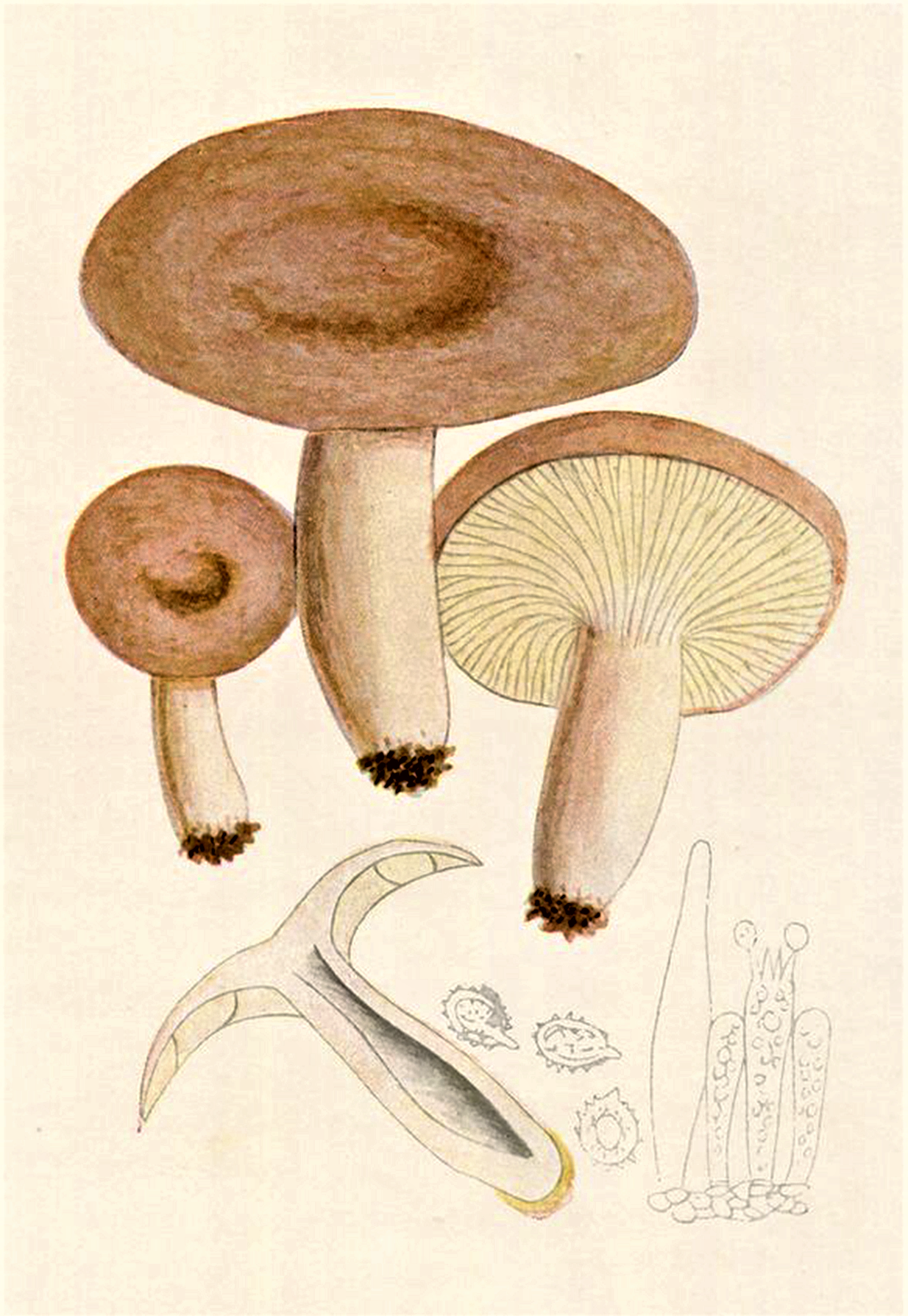

Mleczaj rudobrązowy (Lactarius hysginus (Fr.) Fr.) – gatunek grzybów należący do rodziny gołąbkowatych (Russulaceae).

## Systematyka i nazewnictwo
Pozycja w klasyfikacji według Index Fungorum: Lactarius, Russulaceae, Russulales, Incertae sedis, Agaricomycetes, Agaricomycotina, Basidiomycota, Fungi.
Po raz pierwszy opisał go w 1818 r. Elias Fries, nadając mu nazwę Agaricus hysginus. Ten sam autor w 1838 r. przeniósł go do rodzaju Lactarius. Ma 5 synonimów. Niektóre z nich:
- Lactarius hysginus var. americanus Hesler & A.H. Sm. 1979
- Lactarius hysginus var. subroseus Hesler & A.H. Sm. 1979[2].

Polską nazwę nadała Alina Skirgiełło w 1998 r.

## Morfologia
Kapelusz
Średnica 4–10 cm, początkowo silnie wypukły, w miarę rozwoju coraz bardziej płaski, na koniec wklęsły. Skórka daje się oderwać w całości. W stanie wilgotnym jest lepki, a nawet śluzowaty. Powierzchnia o równomiernym, rudobrązowym lub brudnordzawym ubarwieniu, ze słabym, czerwonawym lub brudnomięsistym odcieniem. Są na niej koncentryczne ułożone małe kępki lub koncentryczne pasma włosków.
Blaszki
Gęste z blaszeczkami, przyrośnięte lub nieco zbiegające, dość wąskie, początkowo jasnożółte, potem silnie ochrowe z żółtopomarańczowym odcieniem, u starszych okazów nieco rudawe. Mleczko obfite, białe, nie zmieniające barwy, w smaku silnie piekące.
Trzon
O wysokości 3–5 cm i grubości 1–2,5 cm, cylindryczny, masywny, początkowo pełny, potem watowaty. Powierzchnia lepka, jasnobrązowa, nieco błyszcząca, czasami z licznymi plamami.
Miąższ
Białawy, o owocowym zapachu, na powietrzu po dłuższym czasie nabiegający ochrowożółtawo.
Wysyp zarodników
Jasnoochrowy.
Cechy mikroskopowe
Zarodniki 6,5–7,5 × 5,5–6,5 µm, szeroko owalne z bogatym urzeźbieniem składającym się z brodawek i łączących je listewek, razem tworzących siateczkowatą strukturę. Podstawki 40–48 × 8–10 µm. Liczne cheilocystydy występują zarówno na ostrzu, jak i bokach blaszek, są wrzecionowate, o długości 50–70 µm i średnicy 7–8 µm.
Gatunki podobne
Wśród podobnych gatunków wymieniane są: Lactarius curtus, Lactarius fraxineus, mleczaj dębowy (Lactarius quietus).

## Występowanie i siedlisko
Podano jego stanowiska w Ameryce Północnej, Europie i Japonii. W Europie jest szeroko rozprzestrzeniony, podano tu liczne jego stanowiska, zwłaszcza na Półwyspie Skandynawskim. W Polsce W. Wojewoda w 2003 r. przytoczył sześć stanowisk. W późniejszych latach podano nowe stanowiska. Znajduje się na Czerwonej liście roślin i grzybów Polski. Ma status V – gatunek narażony, który zapewne w najbliższej przyszłości przesunie się do kategorii wymierających, jeśli nadal będą działać czynniki zagrożenia.
Naziemny grzyb mykoryzowy. Występuje w lasach iglastych. Owocniki tworzy od lipca do października. Najczęściej spotykany jest w trawiastych lasach świerkowych z dodatkiem brzóz.